# Ernestia pullei
Ernestia pullei är en tvåhjärtbladig växtart som beskrevs av Henry Allan Gleason. Ernestia pullei ingår i släktet Ernestia och familjen Melastomataceae. Inga underarter finns listade i Catalogue of Life.